# درصوفيان (ألاداغ)
درصوفیان (بالفارسية: درصوفیان) هي قرية تقع في إيران في قسم ألاداغ الريفي. يقدر عدد سكانها بـ 216 نسمة بحسب إحصاء 2016.